# Monte Carlo Masters 2023 - Qualificazioni singolare
Le qualificazioni del singolare maschile del Monte Carlo Masters 2023 sono un torneo di tennis preliminare per accedere alla fase finale della manifestazione. I vincitori dell'ultimo turno sono entrati di diritto nel tabellone principale. In caso di ritiro di uno o più giocatori aventi diritto a queste sono subentrati i lucky loser, ossia i giocatori che hanno perso nell'ultimo turno ma che avevano una classifica più alta rispetto agli altri partecipanti che avevano comunque perso nel turno finale.

## Teste di serie
1. Emil Ruusuvuori (ultimo turno, lucky loser)
2. Adrian Mannarino (primo turno)
3. Grégoire Barrère (primo turno)
4. Constant Lestienne (primo turno)
5. Dušan Lajović (ultimo turno, lucky loser)
6. Márton Fucsovics (qualificato)
7. Il'ja Ivaška (qualificato)

1. Filip Krajinović (ultimo turno, lucky loser)
2. Ugo Humbert (qualificato)
3. Juan Pablo Varillas (primo turno)
4. Oscar Otte (ultimo turno)
5. Luca Van Assche (ultimo turno)
6. Alexei Popyrin (qualificato)
7. Tarō Daniel (ultimo turno)

## Qualificati
1. Jan-Lennard Struff
2. Ivan Gachov
3. Alexei Popyrin
4. Luca Nardi

1. Ugo Humbert
2. Márton Fucsovics
3. Il'ja Ivaška

### Lucky loser
1. Dušan Lajović
2. Filip Krajinović

1. Emil Ruusuvuori

## Tabellone

### Legenda
| - Q = Qualificato - WC = Wild card - LL = Lucky loser | - ALT = Alternate - SE = Special Exempt - PR = Protected Ranking | - w/o = Walkover - r = Ritirato - d = Squalificato |

### Sezione 1
|  | Primo turno | Primo turno         | Primo turno         | Primo turno | Primo turno |  |  | Ultimo turno | Ultimo turno       | Ultimo turno | Ultimo turno | Ultimo turno |  |
|  |             |                     |                     |             |             |  |  |              |                    |              |              |              |  |
|  | 1           | Emil Ruusuvuori     | Emil Ruusuvuori     | 6           | 6           |  |  |              |                    |              |              |              |  |
|  | WC          | Hugo Nys            | Hugo Nys            | 3           | 4           |  |  | 1            | Emil Ruusuvuori    | 64           | 7            | 0            |  |
|  |             | Jan-Lennard Struff  | Jan-Lennard Struff  | 7           | 6           |  |  |              | Jan-Lennard Struff | 7            | 5            | 6            |  |
|  | 10          | Juan Pablo Varillas | Juan Pablo Varillas | 5           | 2           |  |  |              |                    |              |              |              |  |

### Sezione 2
|  | Primo turno | Primo turno      | Primo turno     | Primo turno | Primo turno |  |  | Ultimo turno | Ultimo turno    | Ultimo turno | Ultimo turno | Ultimo turno |  |
|  |             |                  |                 |             |             |  |  |              |                 |              |              |              |  |
|  | 2           | Adrian Mannarino | 6               | 0           | 1           |  |  |              |                 |              |              |              |  |
|  | Alt         | Ivan Gachov      | 1               | 6           | 6           |  |  | Alt          | Ivan Gachov     | 6            | 0            | 6            |  |
|  | PR          | Attila Balázs    | Attila Balázs   | 2           | 0           |  |  | 12/WC        | Luca Van Assche | 3            | 6            | 2            |  |
|  | 12/WC       | Luca Van Assche  | Luca Van Assche | 6           | 6           |  |  |              |                 |              |              |              |  |

### Sezione 3
|  | Primo turno | Primo turno      | Primo turno      | Primo turno | Primo turno |  |  | Ultimo turno | Ultimo turno   | Ultimo turno | Ultimo turno | Ultimo turno |  |
|  |             |                  |                  |             |             |  |  |              |                |              |              |              |  |
|  | 3           | Grégoire Barrère | Grégoire Barrère | 3           | 3           |  |  |              |                |              |              |              |  |
|  |             | Benoît Paire     | Benoît Paire     | 6           | 6           |  |  |              | Benoît Paire   | 6            | 62           | 4            |  |
|  | Alt         | Vít Kopřiva      | 6                | 3           | 1           |  |  | 13           | Alexei Popyrin | 2            | 7            | 6            |  |
|  | 13          | Alexei Popyrin   | 3                | 6           | 6           |  |  |              |                |              |              |              |  |

### Sezione 4
|  | Primo turno | Primo turno        | Primo turno    | Primo turno | Primo turno |  |  | Ultimo turno | Ultimo turno | Ultimo turno | Ultimo turno | Ultimo turno |  |
|  |             |                    |                |             |             |  |  |              |              |              |              |              |  |
|  | 4           | Constant Lestienne | 3              | 7           | 2           |  |  |              |              |              |              |              |  |
|  |             | Luca Nardi         | 6              | 6           | 6           |  |  |              | Luca Nardi   | 65           | 6            | 7            |  |
|  |             | Pedro Martínez     | Pedro Martínez | 2           | 4           |  |  | 11           | Oscar Otte   | 7            | 3            | 64           |  |
|  | 11          | Oscar Otte         | Oscar Otte     | 6           | 6           |  |  |              |              |              |              |              |  |

### Sezione 5
|  | Primo turno | Primo turno    | Primo turno    | Primo turno | Primo turno |  |  | Ultimo turno | Ultimo turno  | Ultimo turno | Ultimo turno | Ultimo turno |  |
|  |             |                |                |             |             |  |  |              |               |              |              |              |  |
|  | 5           | Dušan Lajović  | Dušan Lajović  | 6           | 6           |  |  |              |               |              |              |              |  |
|  | Alt         | João Sousa     | João Sousa     | 2           | 4           |  |  | 5            | Dušan Lajović | 6            | 3            | 4            |  |
|  | WC          | Lucas Catarina | Lucas Catarina | 68          | 4           |  |  | 9            | Ugo Humbert   | 2            | 6            | 6            |  |
|  | 9           | Ugo Humbert    | Ugo Humbert    | 7           | 6           |  |  |              |               |              |              |              |  |

### Sezione 6
|  | Primo turno | Primo turno      | Primo turno | Primo turno | Primo turno |  |  | Ultimo turno | Ultimo turno     | Ultimo turno     | Ultimo turno | Ultimo turno |  |
|  |             |                  |             |             |             |  |  |              |                  |                  |              |              |  |
|  | 6           | Márton Fucsovics | 4           | 6           | 6           |  |  |              |                  |                  |              |              |  |
|  |             | Giulio Zeppieri  | 6           | 4           | 2           |  |  | 6            | Márton Fucsovics | Márton Fucsovics | 6            | 7            |  |
|  |             | Roman Safiullin  | 7           | 3           | 2           |  |  | 8            | Filip Krajinović | Filip Krajinović | 3            | 5            |  |
|  | 8           | Filip Krajinović | 64          | 6           | 6           |  |  |              |                  |                  |              |              |  |

### Sezione 7
|  | Primo turno | Primo turno   | Primo turno   | Primo turno | Primo turno |  |  | Ultimo turno | Ultimo turno | Ultimo turno | Ultimo turno | Ultimo turno |  |
|  |             |               |               |             |             |  |  |              |              |              |              |              |  |
|  | 7/Alt       | Il'ja Ivaška  | Il'ja Ivaška  | 6           | 6           |  |  |              |              |              |              |              |  |
|  |             | Hugo Gaston   | Hugo Gaston   | 4           | 4           |  |  | 7/Alt        | Il'ja Ivaška | 6            | 68           | 6            |  |
|  |             | Otto Virtanen | Otto Virtanen | 1           | 4           |  |  | 14           | Tarō Daniel  | 4            | 7            | 2            |  |
|  | 14          | Tarō Daniel   | Tarō Daniel   | 6           | 6           |  |  |              |              |              |              |              |  |